# Luís da Amovelar
Luís Mendes Ferreira, mais conhecido como Luís da Amovelar (Campo Maior, 9 de outubro de 1961) é um político e empresário brasileiro, filiado ao Partido dos Trabalhadores (PT).

## Biografia
Antes de iniciar a carreira política, desenvolvia apenas atividades empresariais nas lojas A Movelar, sendo eleito prefeito de Coroatá em 2004 e reeleito em 2008. Participou da diretoria da Federação dos Municípios do Estado do Maranhão (FAMEM) na gestão de 2007/2008, ocupando o cargo de vice-presidente. É casado e possui três filhos. 
No dia 28/10/2021 foi condenado pela juíza de direito, Anelise Nogueira Reginato,  a suspensão dos direitos políticos por três anos conforme processo n° 0004299-37.2015.8.10.0035 na Primeira Vara da Comarca de Coroatá.